# 대구 불로동 고분군
대구 불로동 고분군(大邱 不老洞 古墳群)은 대한민국 대구광역시 동구 불로동에 있는 삼국시대의 고분군이다. 1978년 6월 23일 대한민국의 사적 제262호로 지정되었다.

## 개요
대구시 불로동과 입석동 구릉 서남면에 있는 수십기의 크고 작은 무덤들이다.
무덤의 지름은 15∼20m, 높이 4∼7m 정도가 보통이며, 내부구조는 냇돌 또는 깬돌로 4벽을 쌓고, 판판하고 넓적한 돌로 뚜껑을 덮은 직사각형의 돌방이 있으며, 그 위에 자갈을 얹고 흙을 덮었다. 껴묻거리(부장품)로 금제 혹은 금동제 장신구와 철제무기 무늬를 새긴 토기 등 많은 출토물이 있다.
이 무덤들은 대개 5세기 전후경 삼국시대에 축조된 것으로 판단되며, 이 지역 일대를 지배하고 있던 토착 지배세력의 집단무덤으로 추측한다.
불로동 무덤들은 위치가 구릉이라는 점, 무덤 내부가 돌무지 무덤과 비슷하게 깬돌로 지은 점, 그리고 돌방이 지나치게 가늘고 긴 점에서 낙동강 중류 지역 계통임을 알게 해 준다. 그러나 유물의 형태나 질이 신라와 유사하여 이 지역 세력의 복잡한 문화양상을 보여주기도 한다.
불로동 고분군은 2010년대 중반부터 대구광역시 지역의 대표적인 나들이 장소로 부각되고 있다. 드넓은 구릉 곳곳에 소나무가 심겨져 있으며, 고분군 사이의 오솔길에 억새가 심어져있다.

## 고분군
대구광역시 동구 불로동에 위치해 있다. 이 지역 일대를 지배하고 있던 토착 지배 세력의 집단 무덤으로 알려져 있는데, 외형이 명확하지 않은 고분을 제외하고도 그 수가 무려 211기에 이른다. 언뜻 봐도 수백기가 족히 넘어 보이는데, 분구의 규모는 지름 15~20m, 높이 4m 전후하여 제법 웅장한 느낌을 준다. 매장 주체부인 수혈식석곽의 규모는 길이 4.5~8m, 너비 0.8~1.2m, 깊이 1.0~2.2m 정도이다. 석곽의 네 벽은 냇돌 또는 깬돌을 이용하여 쌓고, 바닥은 특별한 시설을 하지 않는다. 일부 석곽에는 간벽을 쌓아 유물을 부장하는 공간과 시신을 매장하는 것이다. 발굴 당시 이미 상당수의 금은제 유물이 도굴된 뒤였지만, 고대사회의 일면과 대구 분지의 옛 모습을 알 수 있다는 점에서 1978년 한국의 고분군으로서는 최초로 사적 제262호로 지정되었다. 고분에서는 금귀고리, 유리구슬 목걸이 등 장신구와 토기류, 재갈과 말띠드리개 등 마구류, 화살촉·도끼·낫 등 무기류가 발견됐다. 또한 상어(돔배기)의 뼈가 발견된 점 등으로 미뤄 5∼6세기 삼국시대에 불로동을 지배하던 세력의 고분으로 추정된다.

## 사진

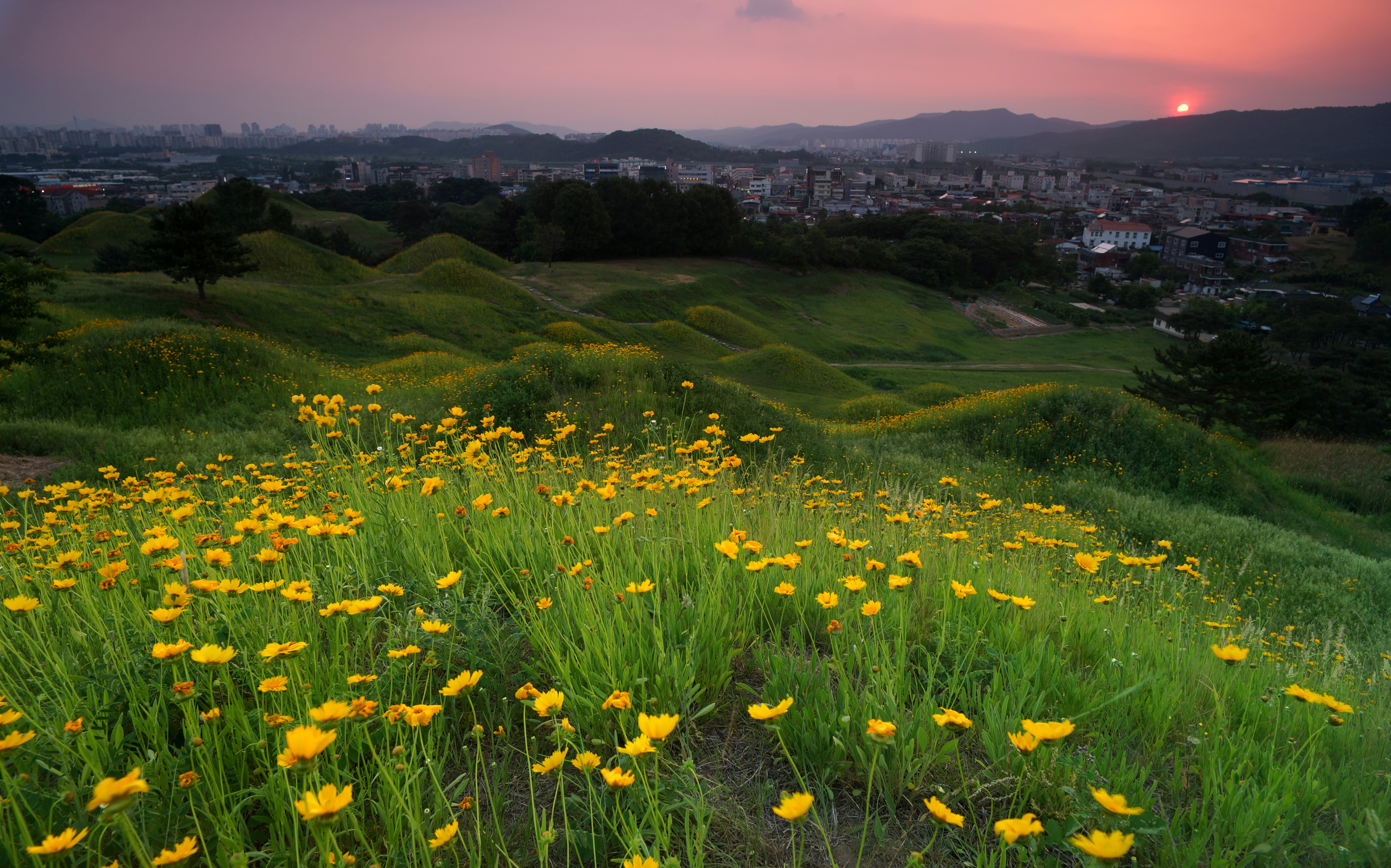
불로동 고분군 일몰 (2017년 5월)

## 참고 자료
- 대구 불로동 고분군 - 국가유산청 국가유산포털